# إسحاق روبنسون
إسحاق روبنسون هو سياسي أمريكي، ولد في 21 أغسطس 1975 في لانسنغ في الولايات المتحدة، وتوفي في 29 مارس 2020 في Detroit Receiving Hospital ‏ في الولايات المتحدة بسبب مرض فيروس كورونا 2019. نشط حزبياً في الحزب الديمقراطي. وقد انتخب عضو مجلس نواب ميشيغان ‏ (9 يناير 2019 – 29 مارس 2020).